# Euxesta basalis
Euxesta basalis är en tvåvingeart som först beskrevs av Francis Walker 1853.
Euxesta basalis ingår i släktet Euxesta och familjen fläckflugor. Inga underarter finns listade i Catalogue of Life.